# صوفيان (إيران)
صوفيان (بالفارسية: صوفیان) هي مدينة في محافظة أذربيجان الشرقية  في إيران. وتقع في مقاطعة شبستر. يقدر عدد سكانها بـ 8,733 نسمة .